# 布林庫姆湖

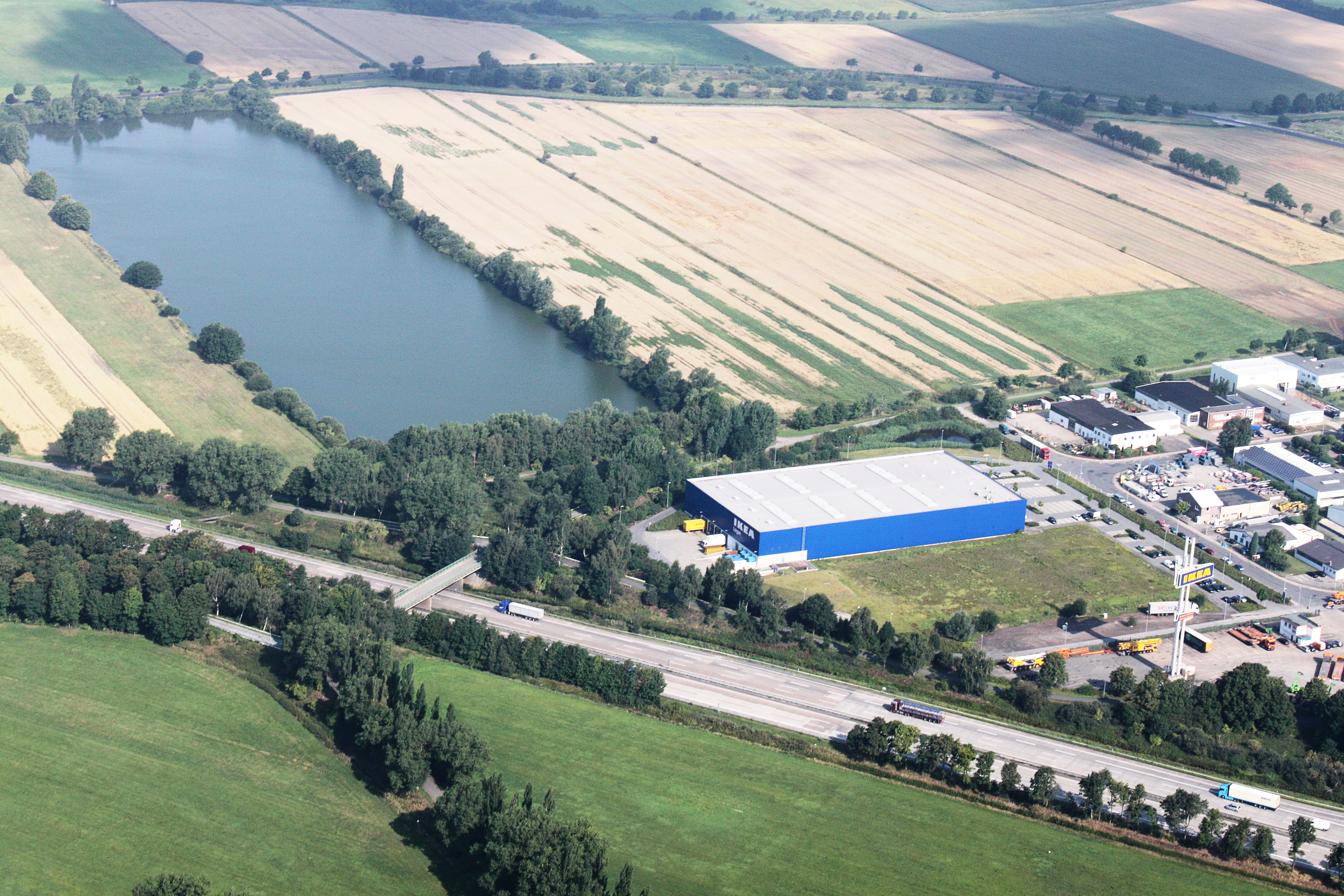

53°01′30″N 8°47′24″E / 53.024954°N 8.790092°E
布林庫姆湖（德語：Brinkumer See），是德國的湖泊，位於該國西北部，由下薩克森州負責管轄，處於迪普霍爾茨縣，長0.5公里、寬0.2公里，面積0.07平方公里，該湖有河鱸、白斑狗魚、歐洲鯉、歐洲鯉和紅眼魚等魚類棲息。